# Dischidia hahliana
Dischidia hahliana är en oleanderväxtart som beskrevs av Volk.. Dischidia hahliana ingår i släktet Dischidia och familjen oleanderväxter. Inga underarter finns listade i Catalogue of Life.